# Аня Хартерос
Аня Гартерос (нар. 23 липня 1972, Бергнойштадт, ФРН) — німецька оперна співачка (сопрано). Закінчила Кельнську вищу школу музики.